# ساله (ابروتزو)
ساله (به ایتالیایی: Salle) یک کومونه در ایتالیا است که در استان پسکارا واقع شده‌است. ساله ۲۱ کیلومتر مربع مساحت و ۳۰۴ نفر جمعیت دارد و ۴۵۰ متر بالاتر از سطح دریا واقع شده‌است.